# Mariatrost
Mariatrost è l'undicesimo distretto di Graz, capoluogo della Stiria.
Vi si trova la Basilica di Mariatrost, famoso luogo di pellegrinaggio sulla cima della collina Purberg. Nel distretto ha sede anche il Tramway Museum Graz, museo sui trasporti cittadini.